# Atsuko Okatsuka
Atsuko Okatsuka ( /ˈɑːtskoʊ_oʊˈkɑːtskə/ ) es una cómica, actriz y guionista estadounidense que vive en Los Ángeles, California. Fue nombrada uno de los "10 mejores cómicas para ver" de Variety en 2022. Comenzó el #Dropchallenge viral con su abuela.

## Biografía
Atsuko nació en Taiwán de padres japoneses y taiwaneses, pasó su infancia en Japón. A los diez años se mudó a los Estados Unidos con su madre y su abuela y vivió indocumentada durante siete años. Okatsuka está casada con Ryan Harper Gray. 

## Carrera
Fue cofundadora de Dis/orient/ed Comedy, la primera gira asiática estadounidense, en su mayoría de mujeres, con Jenny Yang y Yola Lu en 2012. La gira debutó en el histórico Teatro David Henry Hwang en Little Tokyo, Los Ángeles .
En 2020, Atsuko lanzó su primer álbum con Comedy Dynamics, But I Control Me. Fue presentadora y productora ejecutiva de Let's Go Atsuko, en Quibi . Paste dijo que su estilo de comedia “tiene una calidad infantil, con una personalidad escénica informada por una educación compleja y desafiante”.
Okatsuka hizo un monólogo durante un terremoto en el club de comedia The Ice House en Pasadena, California, en 2019, que se volvió viral. Fue elogiada por mantener la calma de la audiencia y contar chistes ingeniosos mientras continuaba el terremoto.
Hizo su debut en The Late Late Show con James Corden el 1 de noviembre de 2021, fue elogiada por Vulture, dijo que "supero el late night" la semana en que se emitió.
¡Atsuko le enseñó a Chelsea Handler y Guillermo Rodríguez cómo hacer su Drop Challenge como invitada en Jimmy Kimmel Live! en 2022.
En septiembre de 2022, Atsuko actuó junto a Joel Kim Booster y Freya Fox en Life is Beautiful 2022.
El 10 de diciembre de 2022,debutó su especial de stand-up de Atsuko, The Intruder, se estrenó en HBO y HBO Max, que The New York Times nombró Mejor debut de 2022, y en Vulture figura como uno de los mejores especiales de comedia de 2022.

## Filmografía

### Guionista
- 2018 – Soft Focus with Jena Friedman

### Álbumes
- 2020 – But I Control Me[17]

### Podcasts
- Why Won't You Date Me?, Ella misma
- Trusty Hogs, Ella misma
- Yo, Is This Racist?, Ella misma
- Hollywood Handbook, Ella misma
- The Margaret Cho, Ella misma
- Natch Beaut, Ella misma
- Sloppy Seconds, Ella misma
- Alison Rosen Is Your New Best Friend, Ella misma
- The Bechdel Cast, Ella misma
- Pep Talks, Ella misma
- Go Fact Yourself, Ella misma
- I Said No Gifts, Ella misma
- Don't Ask Tig, Ella misma
- WTF with Marc Maron, Ella misma
- Mike Birbiglia's Working It Out, Ella misma
- Lovett or Leave It, Ella misma
- Wait Wait... Don't Tell Me!, Ella misma
- The Three Questions with Andy Richter, Ella misma
- Busy Phillips Is Doing Her Best, Ella misma
- Office Hours Live with Tim Heidecker, Ella misma
- Las Culturistas, Ella misma